# BR-070
La BR-070 es una carretera federal radial brasileña. Su punto de partida es en la ciudad de Brasilia, y el final, en el distrito de Corixa, en el municipio de Cáceres, en la frontera con Bolivia, donde continúa como Ruta 10. Pasa por el Distrito Federal y los estados de Goiás y Mato Grosso.

## Duplicación
BR-070 está duplicado en los 52 km entre Brasilia y Águas Lindas de Goiás.
A finales de 2018, se completó la duplicación de la autopista GO-070, en el tramo entre Goiânia y la ciudad de Goiás, que totalizó aproximadamente 150 kilómetros. El tramo entre las ciudades de Itaberaí y Goiás se encuentra en BR-070.